# Kolonia Pęcławska (gromada)
Kolonia Pęcławska – dawna gromada, czyli najmniejsza jednostka podziału terytorialnego Polskiej Rzeczypospolitej Ludowej w latach 1954–1972.
Gromady, z gromadzkimi radami narodowymi (GRN) jako organami władzy najniższego stopnia na wsi, funkcjonowały od reformy reorganizującej administrację wiejską przeprowadzonej jesienią 1954 do momentu ich zniesienia z dniem 1 stycznia 1973, tym samym wypierając organizację gminną w latach 1954–1972.
Gromadę Kolonia Pęcławska z siedzibą GRN w Kolonii Pęcławskiej utworzono – jako jedną z 8759 gromad na obszarze Polski – w powiecie sandomierskim w woj. kieleckim, na mocy uchwały nr 13j/54 WRN w Kielcach z dnia 29 września 1954. W skład jednostki weszły obszary dotychczasowych gromad Pęcławice, Wysoki Średnie, Podlesie (bez wsi Moszyny), Kolonia Pęcławska i Wysoki Małe ze zniesionej gminy Jurkowice w tymże powiecie. Dla gromady ustalono 15 członków gromadzkiej rady narodowej.
1 stycznia 1956 gromadę włączono do powiatu staszowskiego w tymże województwie.
31 grudnia 1961 gromadę zniesiono, a jej obszar włączono do gromad  Jurkowice (wsie Kolonia Pęcławska i Pęcławice oraz kolonie Wagnerówka i Pęcławice), Szczeglice (wieś i kolonię Wolica oraz wieś i kolonię Wysokie Średnie) i Bogoria (wieś Podlesie, kolonie Podlesie, Podłęcze, Barabaszówka, Góry Moszczyńskie, Rogoźno Szczeglickie i Wysoki Małe oraz tereny byłych folwarków Podlesie i Rogoźno).